# 李世瑨
李世瑨（1910年8月—2000年2月20日），男，福州闽侯人，中国高分子科学家，曾任华东化工学院教授、博士生导师。